# غشاء قشر البيض

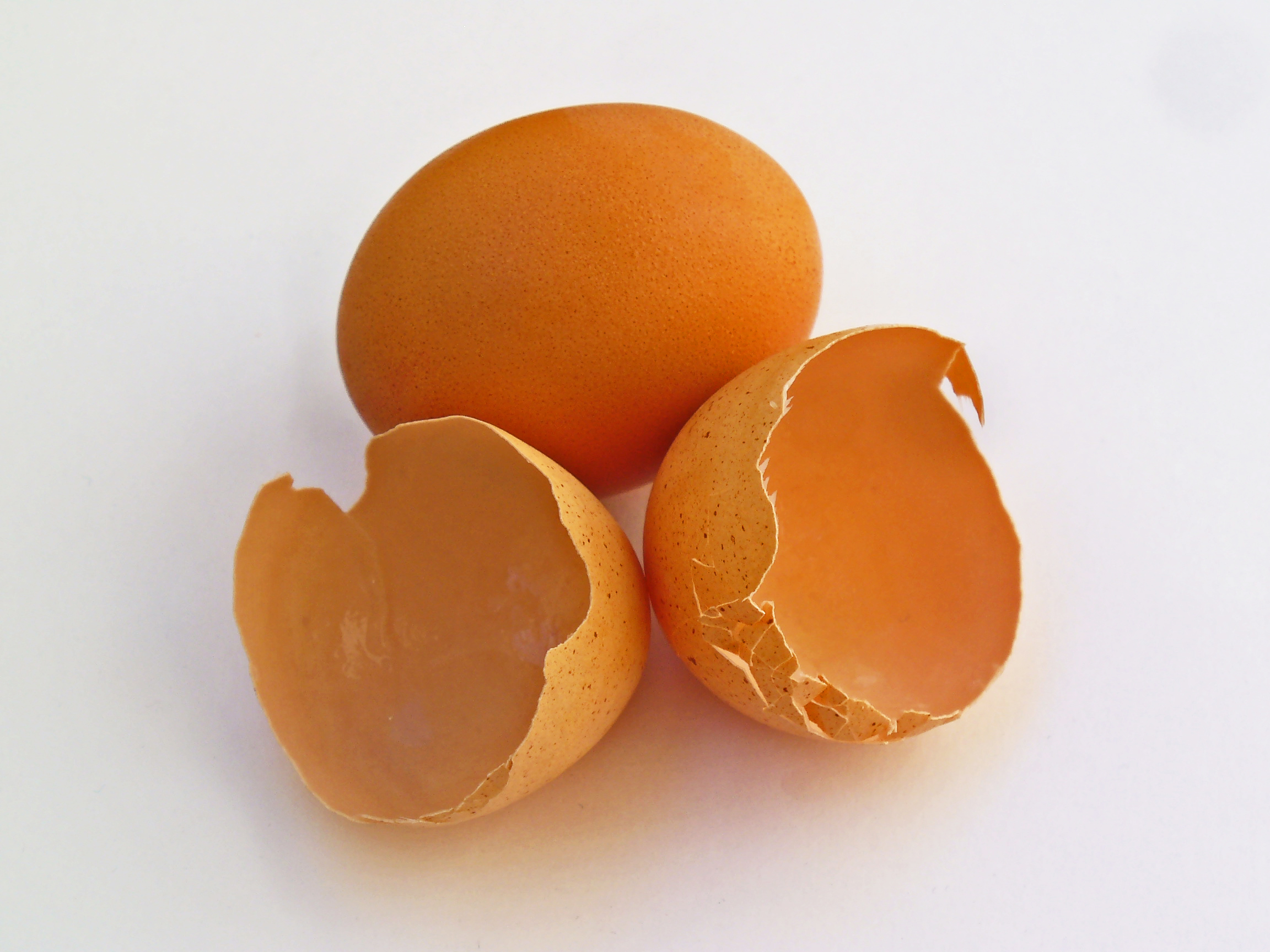

غشاء قشر البيض أو غشاء القشرة أو غرقىء هو الطبقة الشفافة التي تبطن قشر البيض، والتي يمكن رؤيتها عندما يقشر المرء بيضة طائر مسلوقة. تستخدم أغشية قشر بيض الدجاج كمكمل غذائي.
يُشتق غشاء قشر البيض تجارياً من قشر البيض في المعالجات الصناعية. في الولايات المتحدة، تولد مرافق تكسير البيض أكثر من 24 مليار قشر بيض مكسور كل عام. هناك طرق مختلفة يتم من خلالها فصل الغشاء عن الغلاف، بما في ذلك العمليات الكيميائية والميكانيكية والبخارية والفراغية.

## تركيب
يتكون غشاء قشر البيض بشكل أساسي من بروتينات ليفية مثل الكولاجين من النوع الأول. تحتوي أغشية قشر البيض أيضًا على جليكوزامينوجليكان، مثل كبريتات ديرماتان، وكبريتات شوندروتن، وبروتينات سكرية كبريتية بما في ذلك هيكوسامين، مثل الجلوكوزامين. المكونات الأخرى التي تم تحديدها في أغشية قشر البيض هي حمض الهيالورونيك، وحمض السياليك.

## استخدامات
يستخدم غشاء القشرة بشكل أساسي كمكمل غذائي في شكل مسحوق متحلل جزئيًا تحت الاسم التجاري غشاء قشر البيض الأذيني.
كما تم تجربته على الفئران كعنصر تجميلي.